# Дан Глазер
Дан Глазер (івр. דן גלזר‎; нар. 20 вересня 1996, Тель-Авів) — ізраїльський футболіст, опорний півзахисник клубу «Кайрат» (Алмати) і національної збірної Ізраїлю.

## Клубна кар'єра
Народився 20 вересня 1996 року в Тель-Авіві. Вихованець футбольної школи клубу «Маккабі» (Тель-Авів).
У дорослому футболі дебютував 2016 року виступами на умовах оренди за команду друголігового клубу «Бейтар» (Тель-Авів Рамла). Здобувши свій перший досвід дорослого футболу на рівні другого дивізіону, в сезоні 2017/18 дебютував в іграх місцевої Прем'єр-ліги, де також на умовах оренди грав за «Маккабі» (Нетанья).
Перед початком сезону 2018/19 повернувся до «Маккабі» (Тель-Авів) і був включений до заявки його основної команди на сезон. Відразу став одним з основних гравців середини поля рідної команди і допоміг їй здобути титул чемпіона країни, а насутпного сезону його успішно захистити.

## Виступи за збірні
2011 року дебютував у складі юнацької збірної Ізраїлю (U-16), загалом на юнацькому рівні за команди різних вікових категорій взяв участь у 44 іграх, відзначившись трьома забитими голами.
Протягом 2017–2018 років залучався до складу молодіжної збірної Ізраїлю. На молодіжному рівні зіграв у 6 офіційних матчах.
Восени 2018 року дебютував в офіційних матчах у складі національної збірної Ізраїлю. Регулярно з'являвся на полі в іграх основної ізраїльської збірної в рамках відбору на Євро-2020, який вона не подолала, посівши передостаннє місце у своїй відбірковій групі.
| Дата       | Місто     | Господарі          | Результат | Гості     | Турнір                               | Голи | Примітки |
| ---------- | --------- | ------------------ | --------- | --------- | ------------------------------------ | ---- | -------- |
| 11-9-2018  | Белфаст   | Північна Ірландія  | 3 – 0     | Ізраїль   | товариський матч                     | -    | 75'      |
| 15-11-2018 | Нетанья   | Ізраїль            | 7 – 0     | Гватемала | товариський матч                     | -    | 55' 60'  |
| 8-6-2019   | Рига      | Латвія             | 0 – 3     | Ізраїль   | Відбір до ЧЄ 2020                    | -    | 73'      |
| 9-9-2019   | Любляна   | Словенія           | 3 – 2     | Ізраїль   | Відбір до ЧЄ 2020                    | -    | 77'      |
| 15-10-2019 | Беер-Шева | Ізраїль            | 3 – 1     | Латвія    | Відбір до ЧЄ 2020                    | -    | 56'      |
| 16-11-2019 | Єрусалим  | Ізраїль            | 1 – 2     | Польща    | Відбір до ЧЄ 2020                    | -    |          |
| 19-11-2019 | Скоп'є    | Північна Македонія | 1 – 0     | Ізраїль   | Відбір до ЧЄ 2020                    | -    | 35'      |
| 4-9-2020   | Глазго    | Шотландія          | 1 – 1     | Ізраїль   | Ліга націй УЄФА 2020-2021 - 1-й етап | -    | 90'      |
| Усього     |           | Матчів             | 8         |           | Голів                                | 0    |          |

## Титули і досягнення
- Чемпіон Ізраїлю (2):

«Маккабі» (Тель-Авів): 2018-19, 2019-20
- Володар Кубка Ізраїлю (1):

«Маккабі» (Тель-Авів): 2020-21
- Володар Кубка Тото (1):

«Маккабі» (Тель-Авів): 2018-19, 2020
- Володар Суперкубка Ізраїлю (2):

«Маккабі» (Тель-Авів): 2019, 2020
- Володар Суперкубка Казахстану (1):

Кайрат: 2025